# Tethina subpunctata
Tethina subpunctata är en tvåvingeart som beskrevs av Beschovski 1994. Tethina subpunctata ingår i släktet Tethina och familjen Canacidae.
Artens utbredningsområde är Tunisien. Inga underarter finns listade i Catalogue of Life.